# Elsker, elsker ikke (film fra 1995)
 For alternative betydninger, se Elsker, elsker ikke. (Se også artikler, som begynder med Elsker, elsker ikke)
Elsker, elsker ikke er en dansk dramafilm fra 1995, skrevet og instrueret af Carsten Sønder.

## Medvirkende
- Charlotte Sieling
- Sune Otterstrøm
- Margrethe Koytu
- Jens Jørn Spottag
- Erik Wedersøe
- Peter Aude
- Henning Jensen
- Louise Fribo
- Morten Gundel
- Gerda Gilboe
- Gyrd Løfqvist
- Lars Bom
- Bende Harris
- Peter Gilsfort
- Lars Brygmann
- Mads Keiser
- Holger Vistisen